# Dendrobium infundibulum
Dendrobium infundibulum Lindl., 1858 è una pianta della famiglia delle Orchidacee, nota in inglese come Small Fennel Orchid (letteralmente: "orchidea piccolo imbuto").

## Descrizione
Pianta di taglia-mediogrande, epifita, a fusto cilindrico eretto con gambo recante fino a 10 foglie, con guaine ricoperte di peli neri e strettamente ovate o lineari -lanceolate, lungo tutto il nuovo fusto.

Fiorisce in primavera e estate con uno o due racemi ascellari che nascono nei nodi vicini all'apice dei fusti dell'anno precedente. Il fiore, molto vistoso, misura fino a 10 centimetri ed è di colore bianco in petali e sepali, entrambi di forma ovato lanceolata; il labello è anch'esso bianco con una vistosa macchia arancione è imbutiforme, da cui il nome della specie..

## Distribuzione e habitat
Pianta spontanea in nell'Himalaya cinese, Assam, Myanmar, Thailandia, Laos e Vietnam in fitte foreste di alberi decidui, ad altitudini comprese tra i 200 e i 2300 metri.

## Coltivazione
Questa specie richiede un periodo di riposo asciutto quindi poca acqua e fertilizzante nei i mesi invernali. Annaffiature e concimature devono essere riprese a primavera.